# Kyrkbranden i Giza 2022
Kyrkbranden i Giza 2022 inträffade den 14 augusti 2022 i den koptisk-ortodoxa kyrkan Abu Sefein i Imbaba-distriktet i staden Giza i Egypten, under söndagsbönen då cirka 5000 bedjande vistades i kyrkan. 41 personer omkom i branden, varav minst 18 barn. En av kyrkans präster, Abdul Masih Bakhit, var bland de omkomna.

## Bakgrund
Bränder som beror på elektriska fel sker ofta i Egypten, där byggnads- och inspektionsstandarder är otillräckliga och ofta okontrollerade. Flera bränder har skett i bland annat sjukhus, mest noterbart år 2020 då 7 COVID-19 patienter omkom. 2002 bröt en brand ut på ett tåg och spred sig snabbt mellan vagnarna, i den branden omkom 370 människor.
Kyrkan är döpt efter Sankt Merkurius, känd på arabiska som Abu Sefein. Kyrkan är en av de största i Giza, Egyptens näst största stad efter intilliggande Kairo. Egyptisk lag har strikta regleringar gällande byggandet av kyrkor i landet, historiskt sett har det till och med krävts ett dekret från presidenten för att få bygglov. På grund av dessa bygglovssvårigheter är illegala byggnationer vanliga, och det är vanligt att dessa inte följer statens brandsäkerhetsregler. Abu Sefein-kyrkan hade initialt byggts otillåtet men beviljades tillstånd retroaktivt.

## Branden
Egyptiska inrikesministeriet gav ut en rapport där de förklarade att elden startade i ett trasigt luftkonditioneringssystem på kyrkans andra våning. Enligt hälsoministriet dog de flesta genom rökinandning eller genom att trampas ihjäl under den panikartade evakueringen av kyrkan.